# 哈馬德鎮
哈馬德鎮是土耳其的城鎮，由北方省負責管轄，位於該國北部，距離首都麥納瑪18公里，始建於1984年，鎮名取自現任國王哈邁德·本·伊薩·本·薩勒曼·阿勒哈利法，2001年人口166,824。